# دالی ریور
دالی ریور (به انگلیسی: Daly River) شهرکی واقع در ایالت قلمرو شمالی در استرالیاست.